# ジャン＝ピエール・ラッサム
ジャン＝ピエール・ラッサム（Jean-Pierre Rassam、1941年 レバノン - 1985年2月28日 パリ）は、フランスの映画プロデューサーである。仏伊合作を得意とし、シネアストとしてのジャン・ヤンヌ、「ソニマージュ」時代のジャン＝リュック・ゴダールとの活動で知られる。

## 来歴
1941年、レバノンで外交官の息子として生まれる。
1968年、27歳のとき、義兄のクロード・ベリとともに、チェコスロヴァキア映画『夜のダイヤモンド』（1964年）で知られるヤン・ニェメツ監督の短篇映画『プラハのためのオラトリオ』を共同プロデュースすることからキャリアが始まる。1970年、ロマン・ポランスキー監督の脚本家として知られるジェラール・ブラッシュを『薔薇色のロレーヌ』で監督デビューさせ、翌1971年には次作『草の上の舟』も製作、彼の生涯2作きりの監督作を世に出した。
1971年、俳優のジャン・ヤンヌと映画製作会社「シネ・カ・ノン」社を設立。ヤンヌを映画監督としてデビューさせる。ヤンヌ監督作3本、ジャン・ユスターシュ監督の『ママと娼婦』を製作した後、1975年ヤンヌが監督作『ショビズネス Chobizenesse』のために「プロデュクシオン・ヤンヌ」社を設立し、「シネ・カ・ノン」社は活動を休止。
1972年、ジガ・ヴェルトフ集団として匿名的な映画の集団製作を行なっていたジャン＝リュック・ゴダールに、共同製作による巨額の資金を調達・提供して、仏米の左翼俳優イヴ・モンタンとジェーン・フォンダを主演に『万事快調』を製作。ジガ・ヴェルトフ集団を解散し、アンヌ＝マリー・ミエヴィルとともにグルノーブルで共同製作を始めた「ソニマージュ」時代にも3本に関わる。かつて『勝手にしやがれ』でゴダールを世に出した名プロデューサーのジョルジュ・ド・ボールガールを担ぎ出し、その続編という名目で『パート2』（1975年）を撮らせる。ジガ・ヴェルトフ集団時代に完成できなかった『勝利まで』（1970年）をゴダール＝ミエヴィルに再編集させて、『ヒア＆ゼア こことよそ』（1976年）として完成させる。さらにはゴダール＝ミエヴィル共同監督作『うまくいってる?』（1978年）を製作。1972年のジャン＝ピエール・ゴランとの決裂以降、『勝手に逃げろ/人生』で商業映画に復帰するまでのゴダール＝ミエヴィルの創作活動を資金的に支援した。
1985年2月28日、フランス・パリでバルビツール系睡眠薬を多量に服用して急死。44歳。アメリカの作家ジェイムズ・ソルターは彼の著書『Burning the Days』のなかで、晩年のラッサムを「みずからを衰えさせるドラッグ中毒と格闘する啓示型の映画プロデューサー」として回想している。また妻キャロル・ブーケは、夫のプロデュースする映画に一作も出演することはなかった。

## 人物
1970年代前半より鬱病で苦しみ、長年アルコールやドラッグに溺れた生活を続けた。ラッサムは、ラウール・レヴィ、パウロ・ブランコ、ジェラール・レボヴィッチといった創造の冒険家的な大プロデューサーたちのレースで残るようにした。ジャン＝ジャック・シュルは彼の小説『イングリット・カーフェン』のなかでフィクションの仮面の下で、ラッサムのポートレイトをなぞった。ラッサムは、パリの最高級ホテルのひとつ「プラザ・アテネ」のスイートで永年暮らしていた。女優キャロル・ブーケと結婚し、彼女との間に息子ディミトリを持った。シネアストであり映画プロデューサーでもあるクロード・ベリは義兄にあたる。彼に関する伝記は2007年4月に発行された。

## フィルモグラフィー
- プラハのためのオラトリオ Oratorio for Prague　短篇 1968年　監督ヤン・ニェメツ　チェコスロヴァキア映画、共同プロデューサー クロード・ベリ
- 薔薇色のロレーヌ La Maison　1970年　監督ジェラール・ブラッシュ　撮影エティエンヌ・ベッケル
- 草の上の舟 Le Bateau sur l'herbe　1971年　監督・脚本ジェラール・ブラッシュ、共同脚本ロマン・ポランスキー、シュザンヌ・シフマン、撮影エティエンヌ・ベッケル
- みんなきれいで善人だ Tout le monde il est beau, tout le monde il est gentil　1971年　製作・出演　監督・製作・主演ジャン・ヤンヌ　仏伊合作
- 一緒に老けるわけじゃない Nous ne vieillirons pas ensemble　1972年　監督モーリス・ピアラ　仏伊合作
- デモの嵐の中・億万長者わが道を行く Moi y'en a vouloir des sous　1972年　監督・製作・主演ジャン・ヤンヌ　仏伊合作
- 万事快調 Tout va bien　1972年　監督ジガ・ヴェルトフ集団　仏伊合作
- 最後の晩餐 La Grande Bouffe　1973年　監督マルコ・フェレーリ　仏伊合作　共同プロデューサー ヴァンサン・マル
- パリの中国人 Les Chinois à Paris　1973年　監督・製作・主演ジャン・ヤンヌ　仏伊合作　出演長塚京三
- 白い女に触れるな Touche pas à la femme blanche　1974年　監督マルコ・フェレーリ　仏伊合作　共同プロデューサー フランソワ・ロシャ、アラン・サルド、ジャン・ヤンヌ、撮影エティエンヌ・ベッケル
- 湖のランスロ Lancelot du lac　1974年　監督ロベール・ブレッソン　仏伊合作　共同プロデューサー フランソワ・ロシャ、ジャン・ヤンヌ、アルフレード・ビニ
- イディ・アミン・ダダ将軍 Général Idi Amin Dada　1974年　監督バルベ・シュレデール　仏スイス合作　共同プロデューサー ジャン＝フランソワ・ショベル、シャルル＝アンリ・ファヴロ
- パート2 Numéro deux　1975年　監督ジャン＝リュック・ゴダール　共同プロデューサー ジョルジュ・ド・ボールガール、撮影ウィリアム・リュプチャンスキー
- ヒア＆ゼア こことよそ Ici et ailleurs　1976年　監督・脚本・製作ジャン＝リュック・ゴダール、アンヌ＝マリー・ミエヴィル、撮影ウィリアム・リュプチャンスキー
- うまくいってる? Comment ça va?　1978年　監督・脚本・製作ジャン＝リュック・ゴダール、アンヌ＝マリー・ミエヴィル、撮影ウィリアム・リュプチャンスキー
- テス Tess　1979年　監督ロマン・ポランスキー　仏英合作　共同プロデューサー クロード・ベリ、ティモシー・バリル、ピエール・グルンステイン
- 善良なる王ダゴベール Le Bon Roi Dagobert　1984年　監督ディーノ・リージ

## 書籍
- Rassam le magnifique Mathias Rubin、Flammarion、2007年　ISBN 2080687956

## 註
1. ↑  英語版WikipediaJean-Pierre Rassam の項、Trivia の欄の記述より。James Salter著『Burning the Days』（ISBN 1860463428）
2. ↑  「人物」欄は現状、仏語版WikipediaJean-Pierre Rassamの項目の記述の訳出によるもの。